# Spilamberto
Spilamberto là một đô thị ở tỉnh Modena thuộc vùng Emilia-Romagna, có vị trí cách khoảng 25 km về phía tây của Bologna và khoảng 10 km southvề phía đông của Modena. Tại thời điểm ngày 31 tháng 12 năm 2004, đô thị này có dân số 11,376 người và diện tích 29,5 km².
Spilamberto giáp các đô thị: Castelnuovo Rangone, Castelvetro di Modena, Modena, San Cesario sul Panaro, Savignano sul Panaro, Vignola.